# II wojna trzydziestoletnia

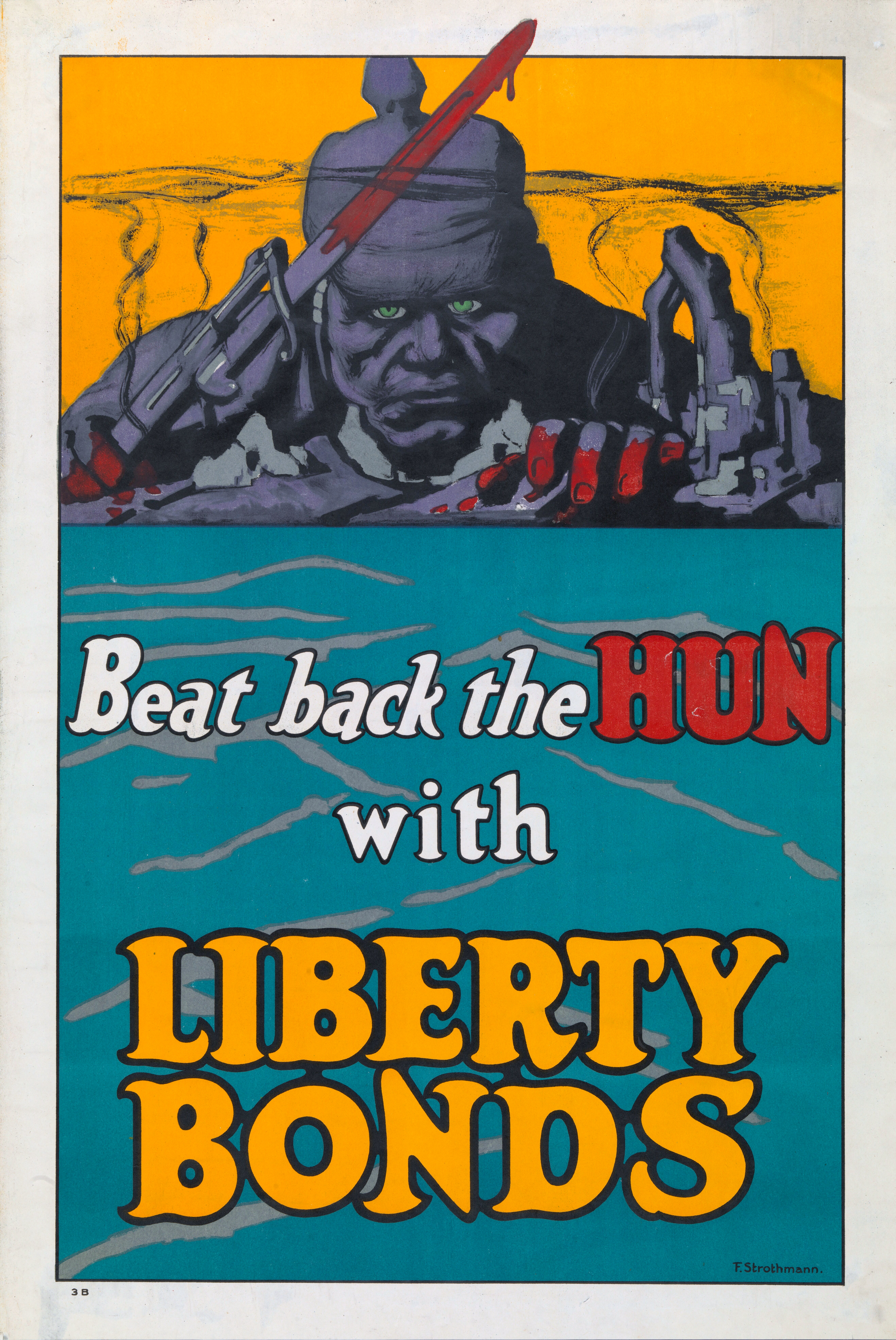
I wojna światowa – amerykański plakat przedstawiający Niemców jako „współczesnych Hunów”

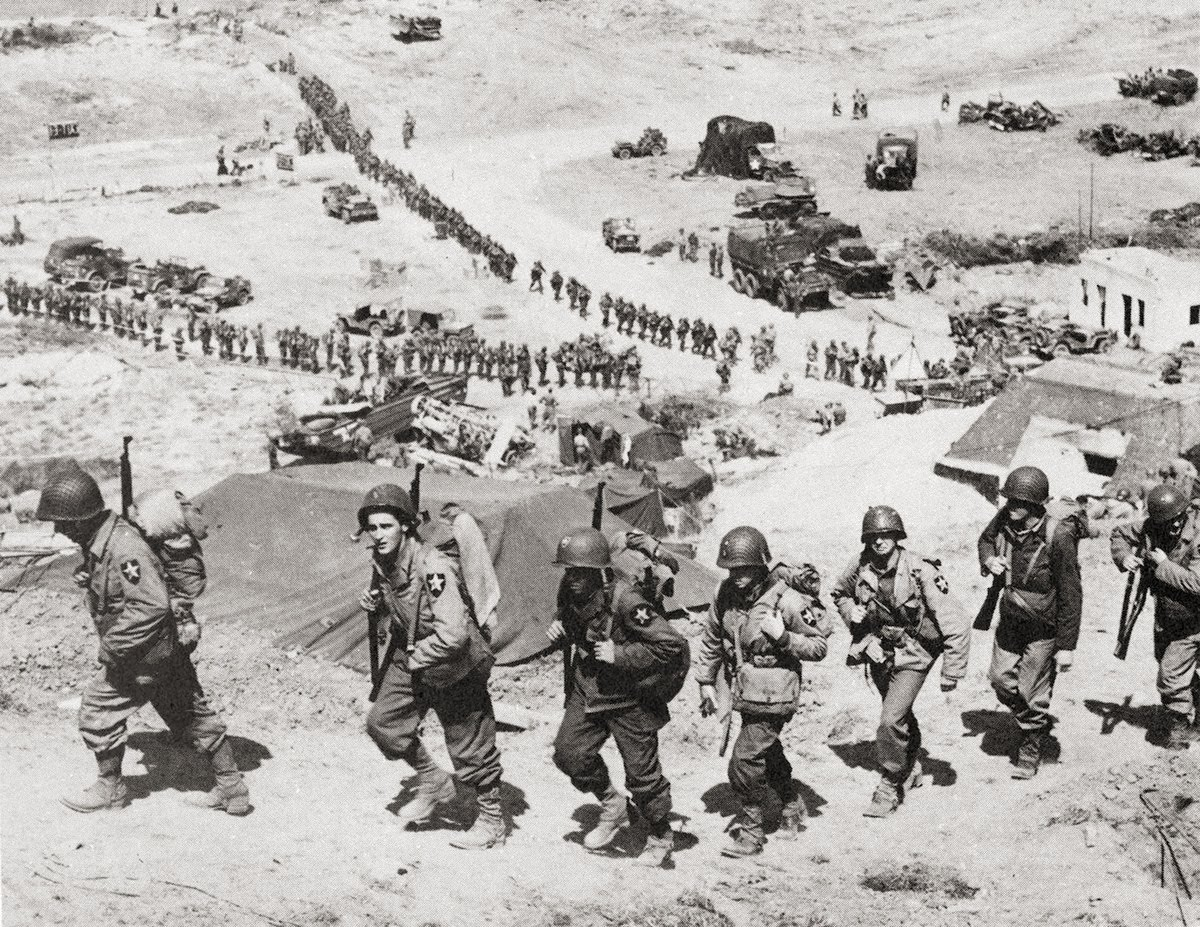
II wojna światowa – Wojska amerykańskie lądują w Normandii (1944) gotowe do walki przeciwko Niemcom

II wojna trzydziestoletnia – określenie używane przez niektórych historyków wobec wojen lat 1914–1945 toczonych w Europie i w skali globalnej, na podobieństwo wojny trzydziestoletniej, toczonej w Europie w latach 1618–1648, która też nie była jednolitym konfliktem zbrojnym. Wychodzą oni z założenia, że dwie wojny światowe, które były toczone w tych latach stanowią tak naprawdę jeden globalny konflikt zbrojny, zaś okres „międzywojenny” (1919–1939) to jedynie dwudziestoletnie „zawieszenie broni”. Cechą wspólną tych konfliktów jest fakt, że były one prowokowane przez imperialistyczną politykę Niemiec wymierzoną w Wielką Brytanię, oraz że brały w nich udział wszystkie mocarstwa ówczesnego świata: Francja, Rosja/ZSRR, USA, oraz – w różnych konfiguracjach: Włochy i Japonia.

## Opinie
Zdaniem George’a Modelskiego w jego teorii długich cykli dwie wojny światowe lat 1914–1945 stanowiły konflikt hegemoniczny, w którym główną rolę odgrywały Niemcy jako główny pretendent do globalnej hegemonii oraz Stany Zjednoczone, które włączały się do wojen po stronie Wielkiej Brytanii trzy lata po ich wybuchu (i wtedy wojna ta stawała się w pełnym tego słowa znaczeniu globalną, gdyż zaangażowane były w nią wszystkie mocarstwa), co ostatecznie skończyło się uzyskaniem przez nie globalnej hegemonii.
Podobną opinię wyraził Peter J. Taylor, który dokonał periodyzacji XX wieku według geopolitycznych porządków globalnych, gdzie w latach 1904–1907 po dezintegracji hegemonii brytyjskiej na miejsce Wlk. Brytanii weszły na arenę dwa nowe mocarstwa światowe: Niemcy i USA. Dwie wojny światowe stanowiły więc wojnę między nimi o schedę po Imperium Brytyjskim, przy czym w istocie chodziło o jedną wojnę trzydziestoletnią, zaś traktat wersalski stanowił tylko zawieszenie broni. Pomimo że zwycięstwo w tej wojnie odniosły w 1945 USA, to wyzwanie rzucił im ZSRR i rozpoczęła się zimna wojna, zakończona upadkiem ZSRR w 1991 i dopiero wtedy osiągnięciem przez USA pozycji hegemona.
W ujęciu geopolitycznym można uznać I i II wojnę światową za jeden konflikt – wojnę hegemoniczną, w której Imperium Brytyjskie (i w mniejszej skali Francja) próbowało obronić swoją globalną pozycję, a USA, Niemcy i ZSRR były głównymi pretendentami do globalnej hegemonii, Japonia i Włochy zaś – pretendentami do dominacji w skali regionalnej.

## Periodyzacja
Do „drugiej wojny trzydziestoletniej” zaliczane są następujące wojny:
- wojny bałkańskie (1912–1913) jako swoiste „preludium”
- I wojna światowa (1914–1918)
- wojna domowa w Rosji (1917–1923) i towarzyszące jej wojny (np. wojna polsko-bolszewicka)
- wojna włosko-abisyńska (1935–1936)
- hiszpańska wojna domowa (1936–1939)
- wojna chińsko-japońska (1937–1945)
- II wojna światowa i towarzyszące jej wojny (np. wojna zimowa)